# Tennistoernooi van Indian Wells 2021
|                                       |  |                                       |
| Paula Badosa, winnares bij de vrouwen |  | Cameron Norrie, winnaar bij de mannen |

Het tennistoernooi van Indian Wells van 2021 werd van 6 tot en met 17 oktober 2021 gespeeld op de hardcourt-buitenbanen van de Indian Wells Tennis Garden in de Amerikaanse plaats Indian Wells. Vanwege de coronapandemie was het toernooi eenmalig verplaatst van maart naar oktober. De officiële naam van het toernooi was BNP Paribas Open.
Het toernooi bestond uit twee delen:
- WTA-toernooi van Indian Wells 2021, het toernooi voor de vrouwen
- ATP-toernooi van Indian Wells 2021, het toernooi voor de mannen

## Toernooikalender
- Bron: Competition Schedule op bnpparibasopen.com

| Indian Wells      | oktober 2021 | oktober 2021 | oktober 2021 | oktober 2021 | oktober 2021 | oktober 2021 | oktober 2021 | oktober 2021 | oktober 2021 | oktober 2021 | oktober 2021 | oktober 2021 | oktober 2021 |
| Indian Wells      | woe 6        | don 7        | vrĳ 8        | zat 9        | zon 10       | maa 11       | din 12       | woe 13       | don 14       | vrĳ 15       | zat 16       | zon 17       |              |
| ----------------- | ------------ | ------------ | ------------ | ------------ | ------------ | ------------ | ------------ | ------------ | ------------ | ------------ | ------------ | ------------ | ------------ |
| vrouwenenkelspel  | 1e ronde     | 1e ronde     | 2e ronde     | 2e ronde     | 3e ronde     | 3e ronde     | 4e ronde     | kwartfinale  | kwartfinale  | halve finale |              | finale       |              |
| vrouwendubbelspel | 1e ronde     | 1e ronde     | 1e ronde     | 2e ronde     | 2e ronde     | 2e ronde     | kwartfinale  | kwartfinale  | halve finale |              | finale       |              |              |
| mannenenkelspel   |              | 1e ronde     | 1e ronde     | 2e ronde     | 2e ronde     | 3e ronde     | 3e ronde     | 4e ronde     | kwartfinale  | kwartfinale  | halve finale | finale       |              |
| mannendubbelspel  |              |              | 1e ronde     | 1e ronde     | 1e ronde     | 2e ronde     | 2e ronde     | kwartfinale  | kwartfinale  | halve finale | finale       |              |              |

ATP-toernooi van Indian Wells‎ – WTA-toernooi van Indian Wells‎

1989 · 1990 · 1991 · 1992 · 1993 · 1994 · 1995 · 1996 · 1997 · 1998 · 1999 · 2000 · 2001 · 2002 · 2003 · 2004 · 2005 · 2006 · 2007 · 2008 · 2009 · 2010 · 2011 · 2012 · 2013 · 2014 · 2015 · 2016 · 2017 · 2018 · 2019 · 2020 · 2021 · 2022 · 2023 · 2024 · 2025